# Phantyna remota
Phantyna remota là một loài nhện trong họ Dictynidae.
Loài này thuộc chi Phantyna. Phantyna remota được Richard C. Banks miêu tả năm 1924.